# Марія Ґомес Валентім
Марія Ґомес Валентім (порт.-браз. Maria Gomes Valentim), до шлюбу да Сілва (порт.-браз. da Silva) (9 липня 1896 року, Каранґола, Мінас-Жерайс, Бразильська Стара республіка — 21 червня 2011 року, Каранґола, Мінас-Жерайс, Бразилія) — бразильська супердовгожителька, яка досягла віку 114 років і 347 днів. Була найстарішою повністю верифікованою людиною в світі з 4 листопада 2010 року (після смерті француженки Анн Ежені Бланшар) до моменту своєї смерті.

## Життєпис
Марія Ґомес да Сілва народилася 9 липня 1896 року в сім'ї Вашинґтона та Ідуїни да Сілви в місті Каранґола, Мінас-Жерайс, Бразилія, де прожила все своє життя. Вона одружилася з Жозе Валентіма в 1913 році, а в 1946 році овдовіла. Мала сина, який помер в 75 років, 4 онуків, 7 правнуків і 5 праправнуків. Як стверджують її рідні, вона могла успадкувати ген довголіття від свого батька, який прожив майже 99 років. В останні роки пересувалася на інвалідному візку. За нею доглядала її онучка.
Марія Ґомес Валентім померла від ускладнень після пневмонії 21 червня 2011 року у віці 114 років і 347 днів. Після її смерті найстарішою повністю верифікованою людиною в світі стала американка Бессі Купер. Станом на лютий 2021 року Марія входить в список 100 найстаріших повністю верифікованих людей в історії та є третьою найстарішою повністю верифікованою бразилійкою в історії після Франциски Сельси душ Сантуш та Антонії да Санта Круз.